# Nicholas Royle
Nicholas Royle (* 1963, Manchester) je anglický spisovatel. Publikoval již více než sto prací. Za povídku Night Shift Sister získal cenu August Derleth Award. Vytvořil několik antologií, z nichž byly nejúspěšnější dvě antologie hororu Darklands a Darklands 2. Je také autorem čtyř románů na pomezí fantastiky: Conterparts, Saxophone Dreams, The Matter of the Heart a The Director's Cut. Román Saxophone Dreams se odehrává v Evropě roku 1989.
Nyní žije v Manchesteru.